# Iclănzel
Iclănzel é uma comuna romena localizada no distrito de Mureș, na região histórica da Transilvânia. A comuna possui uma área de 61.81 km² e sua população era de 2248 habitantes segundo o censo de 2007.